# PURPLE

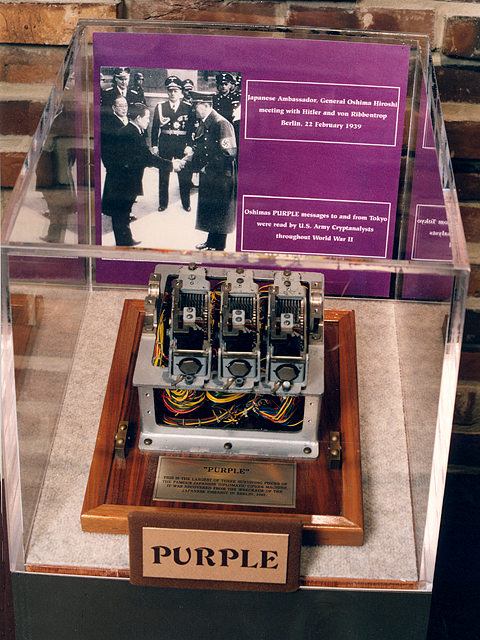
La máquina PURPLE.

PURPLE es el nombre asignado en Estados Unidos a la máquina de cifrado utilizada por Japón durante la Segunda Guerra Mundial. En su elaboración colaboró Teiji Takagi.
Ya antes del comienzo de dicha guerra los Estados Unidos habían logrado deducir el funcionamiento de dicha máquina sin haberla visto nunca, a tal punto que cuando el embajador japonés fue a entregar la declaración de Guerra al ministro de Relaciones Exteriores de Estados Unidos, este ya conocía el texto de dicha declaración.
También permitió obtener la ruta y derribar el avión que conducía al Almirante Yamamoto en una gira de inspección de diversas bases japonesas.

## Historia
En el año 1917 Estados Unidos entró en la Primera Guerra Mundial y su criptografía tomó impulso. Comenzaron a interceptarse comunicaciones japonesas en una oficina especializada, llamada la "cámara negra", la cual tuvo su primer éxito en 1920 al quebrar el código diplomático. Los japoneses decidieron cambiar sus métodos de encriptación gracias a una equivocación por parte de los estadounidenses donde Herbert Yardley publicó en The Saturday Evening Post tres extractos de un libro que estaba por publicar, titulado The American Black Chamber, donde explicaba cómo fue el quiebre de los códigos diplomáticos nipones. Debido a que el idioma japonés posee miles de caracteres kanji hicieron uso del alfabeto latino. Los japoneses se interesaron por las máquinas Enigma y compraron la versión comercial para, luego, ser capaces de adoptarla tanto para las Fuerzas Armadas como para el gobierno. 
Deseaban llevar adelante una máquina propia que fuera diferente a las Enigma, ya que los aliados alemanes podrían convertirse en potenciales enemigos futuros. Para conseguirlo buscaron detalles constructivos de diversas máquinas de rotores, como la que había construido Friedman. La idea de dicho hombre era interesante, ya que modificaba el funcionamiento de las Enigma. Agregó una cinta perforada para que, al presionar una tecla de una letra, la encriptara igual que la Enigma, pero con un agregado donde la corriente eléctrica pasaba a través de la próxima perforación de la cinta, definiendo así un movimiento no secuencial de los rotores.
La máquina que finalmente construyeron a base de toda la información compilada incluía diversas modificaciones y la llamaron Purple (púrpura).